# Андерсен, Хенрик
Хенрик Андерсен (дат. Henrik Andersen; род. 7 мая 1965, Амагер) — датский футболист, защитник. Его талант был замечен скаутами бельгийского «Андерлехта» уже в семнадцатилетнем возрасте. В составе этого клуба уже в первом своём «взрослом» сезоне Андерсен стал обладателем Кубка УЕФА.
В 1990-х выступал за немецкий «Кёльн». Чемпион Европы 1992 года в составе сборной Дании. В полуфинальном матче с Голландией на Евро-92 получил тяжелую травму во втором тайме в столкновении с Марко ван Бастеном, разбив коленную чашечку. Травма во многом способствовала его выпадению из основного состава «Кёльна».
Сейчас работает футбольным агентом.

## Статистика

### Матчи Андерсена за сборную Дании
| Матчи Андерсена за сборную Дании | Матчи Андерсена за сборную Дании | Матчи Андерсена за сборную Дании | Матчи Андерсена за сборную Дании | Матчи Андерсена за сборную Дании | Матчи Андерсена за сборную Дании |
| -------------------------------- | -------------------------------- | -------------------------------- | -------------------------------- | -------------------------------- | -------------------------------- |
| №                                | Дата                             | Соперник                         | Счёт                             | Голы Андерсена                   | Соревнование                     |
| 1                                | 8 мая 1985                       | ГДР                              | 4:1                              | —                                | Товарищеский матч                |
| 2                                | 5 июня 1985                      | СССР                             | 4:2                              | —                                | Чемпионат мира 1986 (отбор)      |
| 3                                | 11 сентября 1985                 | Швеция                           | 0:3                              | —                                | Товарищеский матч                |
| 4                                | 26 марта 1986                    | Северная Ирландия                | 1:1                              | —                                | Товарищеский матч                |
| 5                                | 13 мая 1986                      | Норвегия                         | 0:1                              | —                                | Товарищеский матч                |
| 6                                | 16 мая 1986                      | Польша                           | 1:0                              | —                                | Товарищеский матч                |
| 7                                | 8 июня 1986                      | Уругвай                          | 6:1                              | —                                | Чемпионат мира 1986              |
| 8                                | 13 июня 1986                     | ФРГ                              | 2:0                              | —                                | Чемпионат мира 1986              |
| 9                                | 18 июня 1986                     | Испания                          | 1:5                              | —                                | Чемпионат мира 1986              |
| 10                               | 10 сентября 1986                 | ГДР                              | 1:0                              | —                                | Товарищеский матч                |
| 11                               | 24 сентября 1986                 | ФРГ                              | 0:2                              | —                                | Товарищеский матч                |
| 12                               | 29 октября 1986                  | Финляндия                        | 1:0                              | —                                | Чемпионат Европы 1988 (отбор)    |
| 13                               | 12 ноября 1986                   | Чехословакия                     | 0:0                              | —                                | Чемпионат Европы 1988 (отбор)    |
| 14                               | 10 мая 1988                      | Венгрия                          | 2:2                              | —                                | Товарищеский матч                |
| 15                               | 17 мая 1989                      | Греция                           | 7:1                              | 1                                | Чемпионат мира 1990 (отбор)      |
| 16                               | 7 июня 1989                      | Англия                           | 1:1                              | —                                | Товарищеский матч                |
| 17                               | 14 июня 1989                     | Швеция                           | 6:0                              | 1                                | Товарищеский матч                |
| 18                               | 23 августа 1989                  | Бельгия                          | 0:3                              | —                                | Товарищеский матч                |
| 19                               | 11 апреля 1990                   | Турция                           | 1:0                              | —                                | Товарищеский матч                |
| 20                               | 15 мая 1990                      | Англия                           | 0:1                              | —                                | Товарищеский матч                |
| 21                               | 30 мая 1990                      | ФРГ                              | 0:1                              | —                                | Товарищеский матч                |
| 22                               | 6 июня 1990                      | Норвегия                         | 2:1                              | —                                | Товарищеский матч                |
| 23                               | 11 сентября 1990                 | Уэльс                            | 1:0                              | —                                | Товарищеский матч                |
| 24                               | 8 апреля 1992                    | Турция                           | 1:2                              | —                                | Товарищеский матч                |
| 25                               | 3 июня 1992                      | СНГ                              | 1:1                              | —                                | Товарищеский матч                |
| 26                               | 11 июня 1992                     | Англия                           | 0:0                              | —                                | Чемпионат Европы 1992            |
| 27                               | 14 июня 1992                     | Швеция                           | 0:1                              | —                                | Чемпионат Европы 1992            |
| 28                               | 17 июня 1992                     | Франция                          | 2:1                              | —                                | Чемпионат Европы 1992            |
| 29                               | 22 июня 1992                     | Нидерланды                       | 2:2 (5:4 пен.)                   | —                                | Чемпионат Европы 1992            |
| 30                               | 17 августа 1994                  | Финляндия                        | 2:1                              | —                                | Товарищеский матч                |

Итого: 30 матчей / 2 гола; 14 побед, 6 ничьих, 10 поражений.

## Достижения
Клубные:
- Обладатель Кубка УЕФА: 1982/83
- Чемпион Бельгии: 1984/85, 1985/86, 1986/87
- Обладатель Кубка Бельгии: 1987/88, 1988/89
- Обладатель Суперкубка Бельгии: 1985, 1987

Национальные:
- Чемпион Европы 1992